# Serie A 1998-1999 (calcio a 5)
La Serie A 1998-1999 è stata la 16ª edizione della massima serie del campionato italiano di calcio a 5 e la 10ª di Serie A. La stagione regolare ha preso avvio il 12 settembre 1998 e si è conclusa l'8 maggio 1999, prolungandosi fino al 26 giugno con la disputa delle partite di spareggio. Rispetto alla precedente edizione, l'organico delle società partecipanti fu ridotto da diciotto a sedici.
La stagione rappresenta una vera e propria rivoluzione nel panorama del calcio a 5 italiano: dopo i tentativi falliti del Milano, è il Torino Calcetto a interrompere l'egemonia delle squadre laziali. Il campionato rappresenta una sorta di tracollo delle formazioni della regione Lazio: tra le prime quattro c'è solo il Genzano che giunge quarto. La stagione è parzialmente salvata dalla BNL Virtus Roma che dopo una stagione sottotono con un ottavo posto, giunge fino alla finale, sconfitta nuovamente dai torinesi.

## Squadre partecipanti

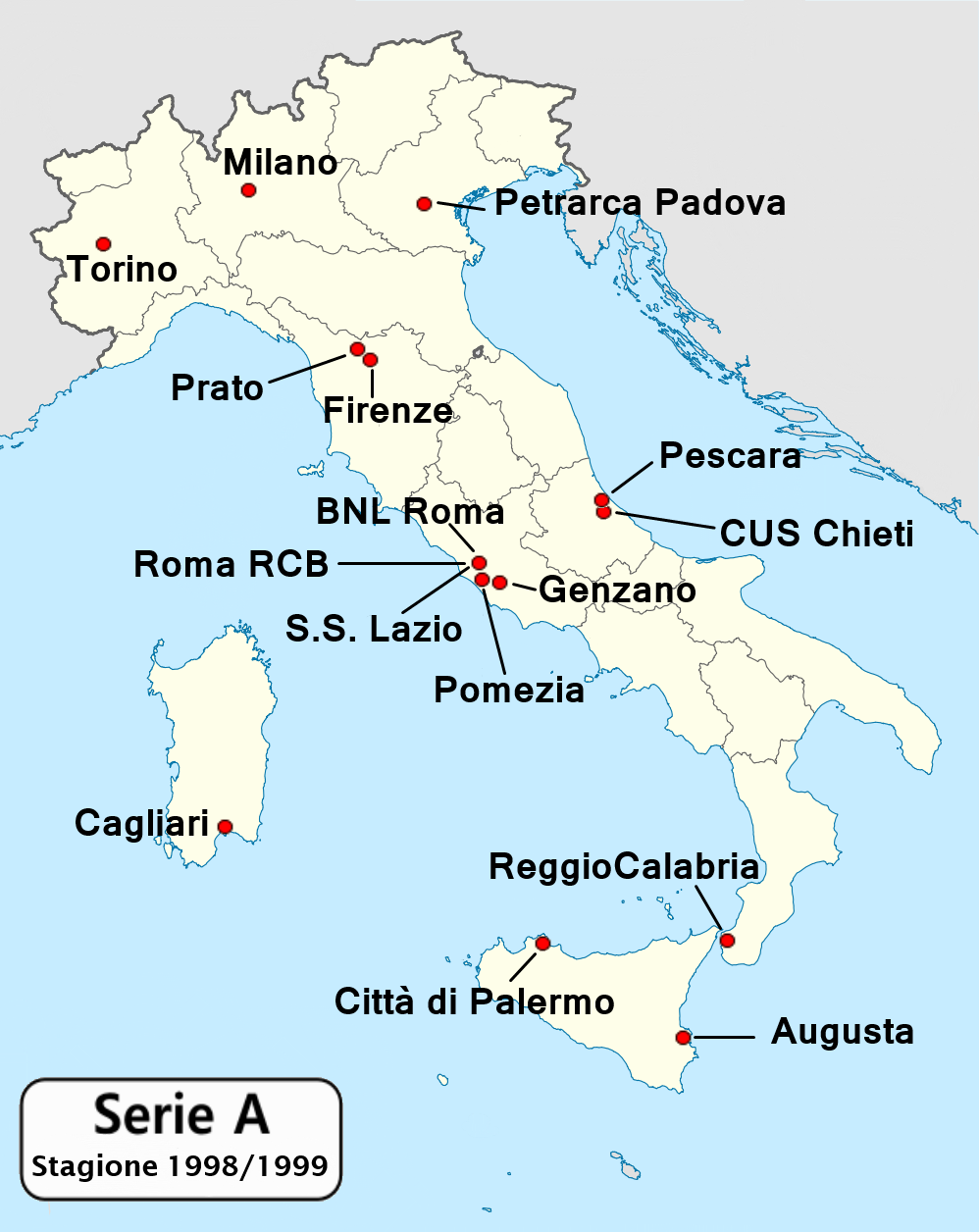
Distribuzione geografica delle squadre della Serie A 1998-1999

## Stagione regolare

### Classifica
|  | Pos. | Squadra               | Pt | G  | V  | N | P  | GF  | GS  | DR  |
|  | ---- | --------------------- | -- | -- | -- | - | -- | --- | --- | --- |
|  | 1.   | Torino                | 68 | 30 | 21 | 5 | 4  | 136 | 72  | +64 |
|  | 2.   | Petrarca              | 59 | 30 | 17 | 8 | 5  | 111 | 82  | +29 |
|  | 3.   | Prato                 | 58 | 30 | 19 | 1 | 10 | 130 | 96  | +34 |
|  | 4.   | Genzano               | 58 | 30 | 18 | 4 | 8  | 113 | 73  | +40 |
|  | 5.   | Augusta               | 58 | 30 | 19 | 1 | 10 | 112 | 93  | +19 |
|  | 6.   | Città di Palermo      | 47 | 30 | 14 | 5 | 11 | 105 | 107 | -2  |
|  | 7.   | Reggio                | 44 | 30 | 13 | 5 | 12 | 90  | 91  | -1  |
|  | 8.   | Roma RCB              | 44 | 30 | 14 | 2 | 14 | 109 | 115 | -6  |
|  | 9.   | Lazio                 | 43 | 30 | 12 | 7 | 11 | 85  | 86  | -1  |
|  | 10.  | BNL Roma              | 40 | 30 | 12 | 4 | 14 | 116 | 119 | -3  |
|  | 11.  | Polisportiva Angolana | 39 | 30 | 11 | 6 | 13 | 109 | 96  | +13 |
|  | 12.  | Milano                | 39 | 30 | 11 | 6 | 13 | 105 | 116 | -11 |
|  | 13.  | Firenze               | 38 | 30 | 11 | 5 | 14 | 93  | 95  | -2  |
|  | 14.  | Cagliari              | 25 | 30 | 7  | 4 | 19 | 80  | 124 | -44 |
|  | 15.  | Pomezia               | 21 | 30 | 6  | 3 | 21 | 79  | 125 | -46 |
|  | 16.  | CUS Chieti            | 5  | 30 | 1  | 2 | 27 | 60  | 143 | -83 |

### Verdetti
- Torino campione d'Italia 1998-1999.
- CUS Chieti, Istituto Ferro Pomezia e, dopo i play-out, Firenze retrocessi in Serie A2 1999-00.
- Torino e Città di Palermo non iscritti al campionato successivo; Cagliari retrocesso dopo i play-out ma successivamente ripescato.

## Classifica marcatori
| Gol |  |  | Giocatore            | Squadra  |
| --- |  |  | -------------------- | -------- |
| 53  |  |  | Andrea Bearzi        | Prato    |
| 39  |  |  | Ivan Alves Júnior    | Augusta  |
| 33  |  |  | Andrea Rubei         | Torino   |
| 27  |  |  | Gabriele Caleca      | Genzano  |
| 26  |  |  | Giuliano Di Giosio   | Firenze  |
| 26  |  |  | Antonio Minchillo    | Pomezia  |
| 24  |  |  | Daverson Franzoi     | Torino   |
| 24  |  |  | Mićo Martić          | Milano   |
| 23  |  |  | Andrea Cristoforetti | Prato    |
| 22  |  |  | Gianluca Plini       | BNL Roma |
| 22  |  |  | Massimo Passanisi    | Augusta  |

## Play-off

### Formula
Ai play-off si qualificano le prime 10 squadre della serie A e le due vincenti dei due gironi di serie A2, ovvero Divino Amore e Verona. Le prime quattro classificate della serie A accedono direttamente dai quarti mentre le altre otto squadre disputano un turno in più. I vari turni si giocano con la formula dell'eliminazione diretta con gare di andata e ritorno. Il regolamento prevede che accedano ai quarti di finale le squadre che, nell'arco del doppio confronto, avranno realizzato il maggior numero di reti. In caso di parità,al termine del secondo incontro, si disputeranno due tempi supplementari da 5' ciascuno. In caso di ulteriore parità, passeranno il turno le squadre di categoria superiore o quelle meglio classificate al termine della stagione regolare.

### Tabellone
|  | Primo turno      | Primo turno | Primo turno | Primo turno |   |                  | Quarti   | Quarti | Quarti   | Quarti |                  |        | Semifinali | Semifinali | Semifinali | Semifinali |  |  | Finale | Finale | Finale | Finale |
|  |                  |             |             |             |   |                  |          |        |          |        |                  |        |            |            |            |            |  |  |        |        |        |        |
|  | Lazio            | 3           | 6           | 9           |   |                  | Lazio    | 1      | 0        | 1      |                  |        |            |            |            |            |  |  |        |        |        |        |
|  | Roma RCB         | 1           | 5           | 6           |   |                  | Torino   | 1      | 7        | 8      |                  |        |            |            |            |            |  |  |        |        |        |        |
|  | Roma RCB         | 1           | 5           | 6           |   | Torino           | Torino   | 1      | 7        | 8      | 4                | 3      | 7          |            |            |            |  |  |        |        |        |        |
|  |                  |             |             |             |   |                  |          |        |          |        |                  | 3      | 7          |            |            |            |  |  |        |        |        |        |
|  |                  | Augusta     | 0           | 5           | 5 |                  |          |        |          |        |                  |        |            |            |            |            |  |  |        |        |        |        |
|  | Augusta          | Augusta     | 0           | 5           | 5 | 3                | 9        | 12     | Augusta  | 6      | 3                | 9      |            |            |            |            |  |  |        |        |        |        |
|  | Augusta          |             |             |             |   | 3                | 9        | 12     | Augusta  | 6      | 3                | 9      |            |            |            |            |  |  |        |        |        |        |
|  | Verona           | 3           | 6           | 9           |   |                  | Genzano  | 4      | 4        | 8      |                  |        |            |            |            |            |  |  |        |        |        |        |
|  | Verona           | 3           | 6           | 9           |   |                  |          |        |          |        |                  | Torino | 2          | 6          | 8          |            |  |  |        |        |        |        |
|  |                  |             |             |             |   |                  |          |        |          |        |                  |        |            |            |            |            |  |  |        |        |        |        |
|  |                  | BNL Roma    | 3           | 3           | 6 |                  |          |        |          |        |                  |        |            |            |            |            |  |  |        |        |        |        |
|  | Città di Palermo | BNL Roma    | 3           | 3           | 6 | 2                | 6        | 8      |          |        | Città di Palermo | 2      | 4          | 6          |            |            |  |  |        |        |        |        |
|  | Città di Palermo |             |             |             |   | 2                | 6        | 8      |          |        | Città di Palermo | 2      | 4          | 6          |            |            |  |  |        |        |        |        |
|  | Divino Amore     | 3           | 5           | 8           |   |                  | Prato    | 0      | 5        | 5      |                  |        |            |            |            |            |  |  |        |        |        |        |
|  | Divino Amore     | 3           | 5           | 8           |   | Città di Palermo | Prato    | 0      | 5        | 5      | 2                | 3      | 5          |            |            |            |  |  |        |        |        |        |
|  |                  |             |             |             |   |                  |          |        |          |        |                  | 3      | 5          |            |            |            |  |  |        |        |        |        |
|  |                  | BNL Roma    | 5           | 2           | 7 |                  |          |        |          |        |                  |        |            |            |            |            |  |  |        |        |        |        |
|  | BNL Roma         | BNL Roma    | 5           | 2           | 7 | 3                | 6        | 9      | BNL Roma | 4      | 6                | 10     |            |            |            |            |  |  |        |        |        |        |
|  | BNL Roma         |             |             |             |   | 3                | 6        | 9      | BNL Roma | 4      | 6                | 10     |            |            |            |            |  |  |        |        |        |        |
|  | Reggio           | 1           | 5           | 6           |   |                  | Petrarca | 3      | 2        | 5      |                  |        |            |            |            |            |  |  |        |        |        |        |

### Risultati

#### Spareggio 4º posto
| Catanzaro 15 maggio 1999 | Genzano | 5 – 4 (d.t.s.) | Augusta |  |

#### Primo turno

##### Andata
| Roma 18 maggio 1999 | Lazio | 3 – 1 | Roma RCB |  |

| Verona 18 maggio 1999 | Verona | 3 – 3 | Augusta |  |

| 18 maggio 1999 | Divino Amore | 3 – 2 | Città di Palermo |  |

| Roma 18 maggio 1999 | BNL Roma | 3 – 1 | Reggio |  |

##### Ritorno
| Roma 22 maggio 1999 | Roma RCB | 5 – 6 | Lazio |  |

| Augusta 22 maggio 1999 | Augusta | 9 – 6 | Verona |  |

| Palermo 22 maggio 1999 | Città di Palermo | 6 – 5 | Divino Amore |  |

| 22 maggio 1999 | Reggio | 5 – 6 | BNL Roma |  |

#### Quarti

##### Andata
| 25 maggio 1999 | Lazio | 1 – 1 | Torino |  |

| Augusta 25 maggio 1999 | Augusta | 6 – 4 | Genzano |  |

| Arbitri: | Taranto (Roma) Capomassi (Roma) |

|                      |           |  |
| Aruta 4’ Minardo 33’ | Marcatori |  |

| 25 maggio 1999 | BNL Roma | 4 – 3 | Petrarca |  |

##### Ritorno
| Torino 29 maggio 1999 | Torino | 7 – 0 | Lazio |  |

| Genzano di Roma 29 maggio 1999 | Genzano | 4 – 3 (d.t.s.) | Augusta |  |

| Prato 29 maggio 1999, ore 20:00 | Prato | 5 – 4 (d.t.s.) | Città di Palermo | Pattinodromo |

| Padova 29 maggio 1999 | Petrarca | 2 – 6 | BNL Roma |  |

#### Semifinali

##### Andata
| Augusta 5 giugno 1999, ore 20:30                     | Augusta   | 0 – 4 (0-2)                               | Torino |  |
| Marcatori 2’ Lorente 19’ Quattrini 22’ , 37’ Franzoi |           |                                           |        |  |
|                                                      |           |                                           |        |  |
|                                                      | Marcatori | 2’ Lorente 19’ Quattrini 22’, 37’ Franzoi |        |  |

| Roma 5 giugno 1999, ore 20:30 | BNL Roma | 5 – 2 | Città di Palermo |  |

##### Ritorno
| Torino 12 giugno 1999 | Torino | 3 – 5 | Augusta |  |

| Arbitri: | Salvatore Racano (Matera) Roberto Monti (Forlì) |

|                                      |           |                           |
| Minardo 4’ Versaggio 7’ Arcilesi 17’ | Marcatori | ?’ (t.l.) Claudinho Barra |

#### Finale

##### Andata
| Arbitri: | Ercole Vescio (Catanzaro) Claudio Mattiacci (Perugia) |

|                           |           |             |
| Plini 6’, 34’ Mannino 17’ | Marcatori | 24’ Lorente |

##### Ritorno
| Arbitri: | Salvatore Racano (Matera) Mario Rossi (Nola) |

|                                                                                         |           |                                               |
| Rubei 0'37’’, 39'07'’ Lorente 6'02'’ Vassallo 14'23'’ Franzoi 17'58'’ Quattrini 32'36'’ | Marcatori | 15'53'’ Grana 25'27'’ Delpont 39'30'’ Mannino |

## Play-out
Nei play-out, la tredicesima e la quattordicesima classificata affrontano le vincitrici dei play-off dei due gironi di Serie A2.

### Andata
| Afragola 29 maggio 1999 | Afragola | 3 – 2 | Firenze |  |

| Jesi 29 maggio 1999 | Jesina | 6 – 3 | Cagliari |  |

### Ritorno
| Firenze 5 giugno 1999 | Firenze              | 5 – 4 (d.t.s.) | Afragola |  |
| Tiri di rigore 2 – 4  |                      |                |          |  |
|                       |                      |                |          |  |
|                       | Tiri di rigore 2 – 4 |                |          |  |

| Cagliari 5 giugno 1999 | Cagliari | 4 – 3 | Jesina |  |

## Supercoppa italiana
La quarta Supercoppa italiana si è svolta nell'aprile 1999 a Biella tra i campioni d'Italia nonché detentori della Coppa Italia della Lazio e i finalisti della Coppa Italia del Torino.
Il trofeo è stato vinto dalla squadra piemontese.
| Arbitri: | Salvatore Toscano (Genova) Carlo Muzio (Genova) |

|                                    |           |                     |
| Franzoi Veronesi Franzoi Quattrini | Marcatori | Minicucci Ceccaroni |